# MUBLCOM

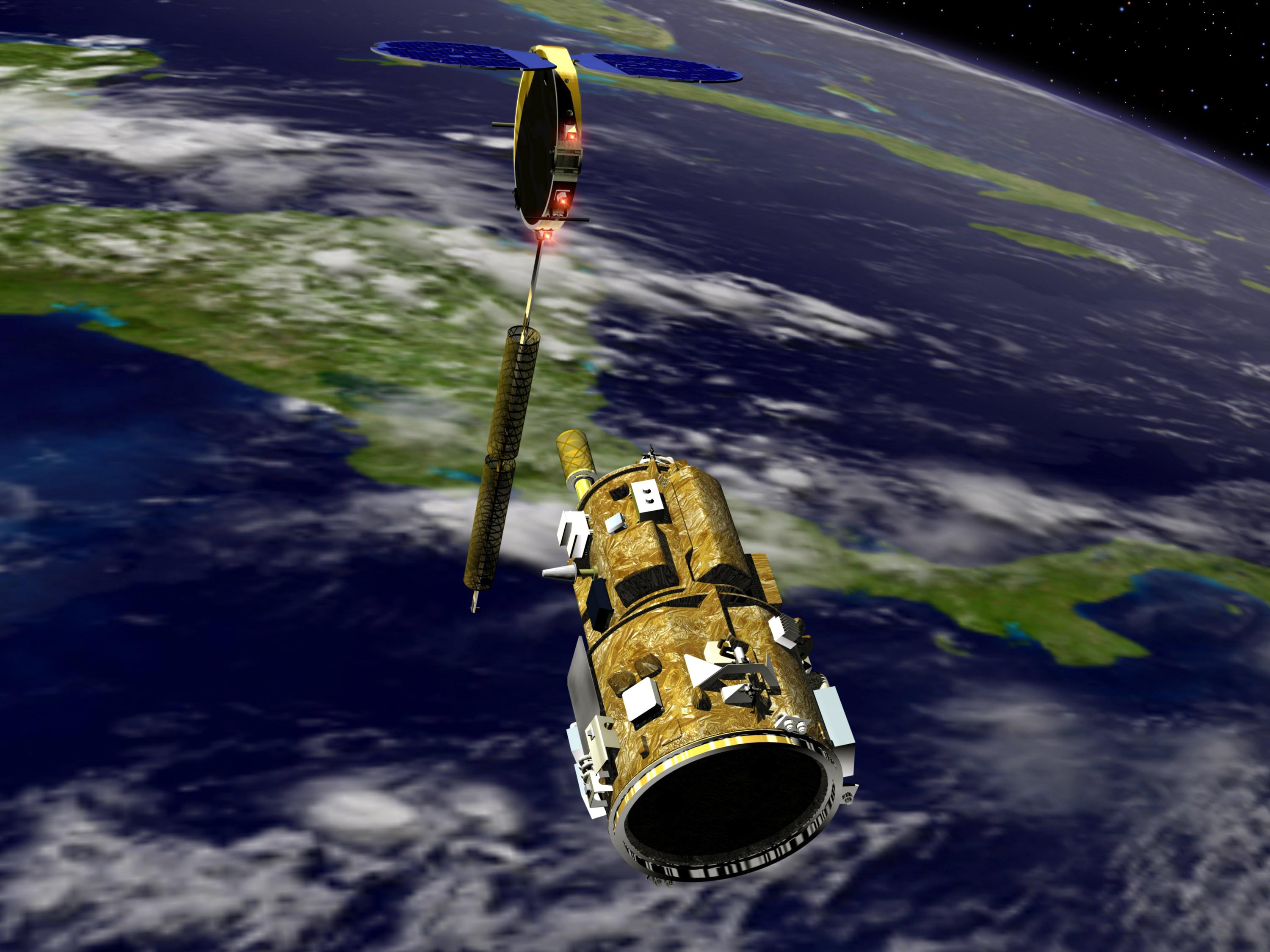
DART (parte inferior) se aproximando do satélite MUBLCOM (topo)

O Multiple Paths, Beyond-Line-of-Sight Communications (MUBLCOM) foi um satélite artificial da NASA lançado no dia 18 de maio de 1999 juntamente com o satélite TERRIERS, por um foguete Pegasus XL dos Estados Unidos lançado de um avião Lockheed L-1011 TriStar. Em 15 de abril de 2005, o satélite DART colidiu com o MUBLCOM enquanto tentava se encontrar com ele.

## Dados
- NORAD ID: 25736
- Massa: 50 kg